# كافيجان

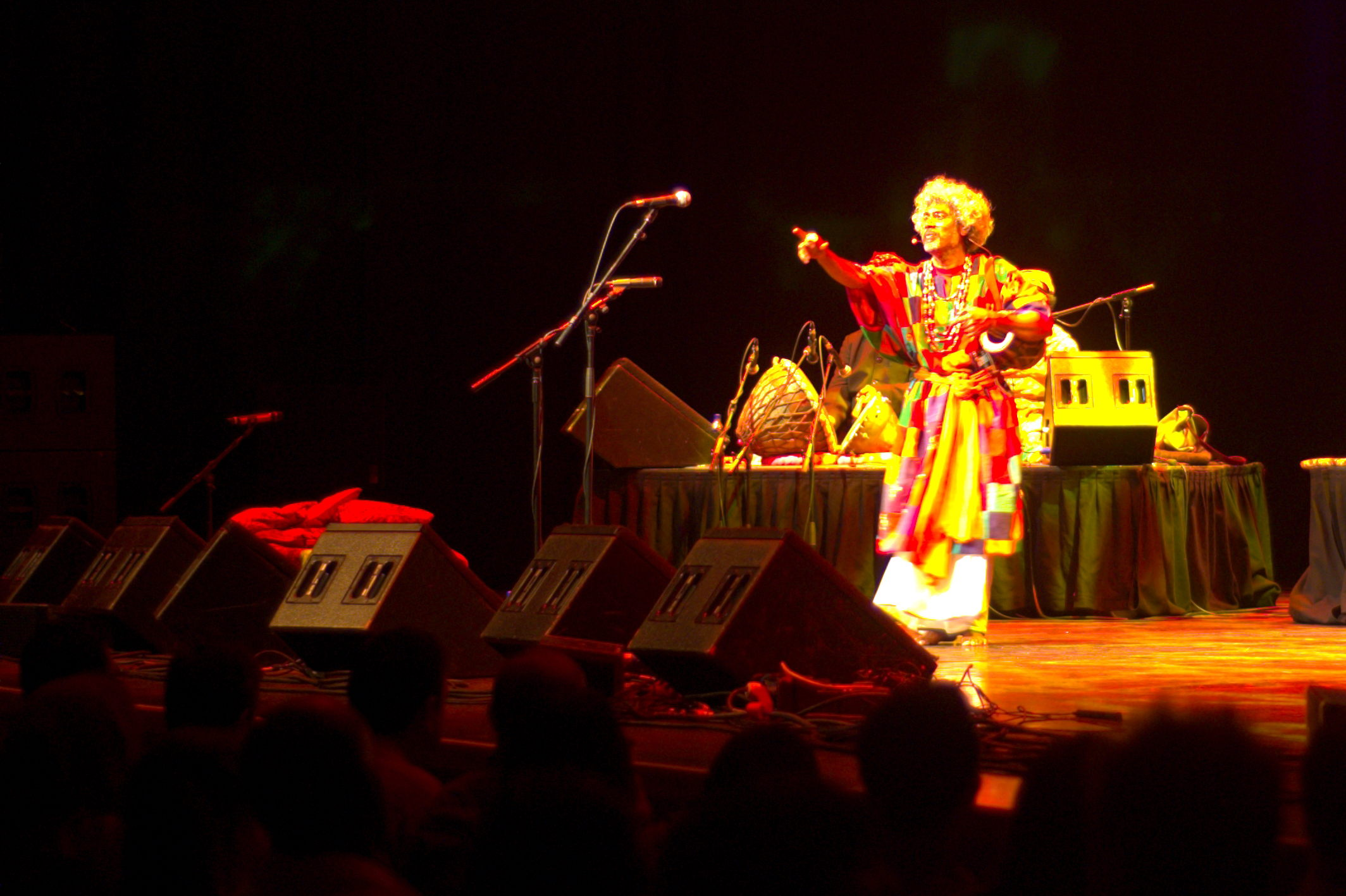

كافيجان (بالبنغالية|কবিগান) هو شكل من أشكال الأداء البنغالي حيث القصائد الشعبية تؤدى وتغنى.

## النمط والأسلوب
يتم غناء كافيجان عادة من قبل مجموعتين. كل مجموعة يقودها كافيال أو ساركار. وغالبًا ما يكرر المغنون المصاحبون الذين يطلقون دوهارس ما قاله الزعيم. ويبدأ برنامج كافيجان مع باندانا (استعاذة الذكريات) أو قيروديفير جيت (أغنية لزعيم الفرع). يمكن أن تكون موجهة باندانا أو مدح في ساراسواتي، غانيش، الناس، والجمهور، كما نراه مناسبا من قبل كافيال مساعد. ويتبع ذلك أغنية رادها كريشنا ذات الصلة، ويطلق عليها البعض اسم العجماني. ثم يتم غناء الأغاني على أربعة مواضيع: ساخي سامباد، بيراها، لاهار وخيور. تتعامل ساخي سامباد مع أغاني الحب المتعلقة رادها-كريشنا. بيراها هو الذي حول الدوي الموتى للفصل بين البشر المشتركة. خيور هو أساسا عن الآلهة، ولكن في كثير من الأحيان تحتوي على عامية خفيفة. أخيرا، يبدأ الجزء التنافسي. وتتكون أساسا من لاهار، حيث المنافسين شخصيا يهاجمون بعضهم البعض، موسيقيا- لفظيا. في كافيجان، والمعروف أيضًا باسم كابير لاراي، ويقوم شخصان من الأغنياء والملحنين في نفس الوقت بالرد على بعضهما البعض في شكل أغانٍ.

## التاريخ
في كتابه بانقلار كافيجان، قال ساجاني كانتا داس، «ولد كافيجان من توليفة من أشكال الفن المختلفة السائدة في مناطق مختلفة من البنغال في أوقات مختلفة ولها أسماء غريبة مثل تارجا، بانشالي، خيور، اخراي، نصف اخاري، اخاري كامل، دانرا كافيجان، باسا كافيجان، دهب كيرتان، تابا، كريشنا جاترا، توكاجيتي والخ.» وقد قام العديد من الباحثين الأدبيين مثل إيشوار تشاندرا جوبتا ودكتور هكريشنا موكوباديايا بإقامة مطولة حول أصول وتطوير كافيجان.
يظن الدكتور سوشيل كومار داي: أنه «يمكن تتبع وجود أغنيات الكابي إلى بداية القرن الثامن عشر أو حتى بعده إلى القرن السابع عشر؛ لكن الفترة المزدهرة في كابيوالاس كانت بين 1760 و 1830». وكان المحتوى الديني والطقوس في الشعر البنغالي يميل إلى الابتعاد عن شعر فايشنافا التقليدي، لكن الاختراق الحقيقي لم يتحقق إلا مع إدخال المطبعة في منتصف القرن الثامن عشر. ومن ختام القرن الثامن عشر لأكثر من نصف قرن، ساد كل من قصيدة كافي وبانشالي الأرفع في منطقة كولكاتا وكادوا يهددون بإزالة أي شيء آخر في الأدب. ومع ذلك، في حين فقدت كافيجان تفوقها في كولكاتا، احتفظت بموقعها في ريف البنغال.
الدكتورة سوشيل كومار داي لها كلمة تشيد بها الكافال، «لقد كان هؤلاء الشعراء، بلا شك، قد ولِدوا بين الناس (الطبقات الدنيا)، وعاشوا مع الناس وفهموا تماما طرق تفكيرهم وشعورهم؛ ومن ثم فإن قبضتهم المباشرة على الجماهير التي كثيرون منهم كاتب حديث جهل.»

## الكافيجانين
بلغ عدد من الكافيجانين شعبية وشهرة كبيرة. في مقاطعة بيربهوم وحدها كان هناك حوالي ثلاث مئة الكافيجانين من القرن الثامن عشر للعشرين. من بين الأوائل كان لوكيوكابي لامبودار شاكروبورتي، غونجيلا غوين، المولود في القرن الثامن عشر ومعاصريه: لالو - ناندالال، راغو ورامجي. الكافاليات الشهيرة في القرن التاسع عشر في كولكاتا هي هارو ثاكور، نيتاي فايراجي، رام باسو، بهولا مايرا، وأنتوني فيرينغي.
بعض الكافيجانين في أجزاء أخرى من البنغال كانوا بالاهاري روي (1743-1849)، سامبهوناث موندال (1773-1833)، تاراكتشاندرا ساركر (1845-1914)، هاريتشاران أشاريا (1861-1941)، راميش شاندرا شيل (1877-1967)، راجيندراناث ساركار (1892-1974)، بيجايكرشنا ادهيكاري (1903-1985)،  نيشيكانتو ريساركار.
كان موكوندا داس، الأكثر شعبية مثل كافي شاران، أيضا كافيجانيا. وظهرت شخصيته في فيلم بنغالي شعبي باليكا بودها، حيث ألهمت أغاني موكندا داس الجماهير الريفية خلال حركة الاستقلال، 
بيجايكرشنا كان هناك الكثير من الكافجانين الشهيرين ومنهم، أنتوني فيرينجي، وهو شخص من أصل برتغالي،  وظهر في فيلم سيرة البنغالية يحمل اسمه، مع أوتام كومار يصوره.
كان بهولا مويرا (القرن التاسع عشر) مطربًا شعبيًا وممتعًا، استطاع أن يحافظ على جمهوره. أدرك إيشوار شاندرا فيديياغارار أهمية الترفيه الشعبي، وأثنى على بهولا مويرا وقال: «لإيقاظ مجتمع البنغال، من الضروري أن يكون هناك خطباء مثل رامغوبال غوش، رجال مسلحين مثل هتوم بيانتشا ومغنيين شعبيين مثل بهولا مويرا». بهولا مورا هو فيلم عن السيرة الذاتية له، المحرز في عام 1977.